# 199688 Kisspéter
A 199688 Kisspéter (ideiglenes jelöléssel (199688) 2006 HK18) a Naprendszer kisbolygóövében található aszteroida. Piszkéstetőn fedezték fel 2006. április 21-én.